# Nationalpark Emas
Der Nationalpark Emas (portugiesisch Parque Nacional das Emas, PARNA das Emas) ist ein Naturschutzgebiet im zentralen Savannenhochland (Cerrado) von Brasilien im Bundesstaat Goiás. Er wurde 1961 eingerichtet und 2001 gemeinsam mit dem Chapada dos Veadeiros zum Weltnaturerbe der UNESCO erklärt. Der Nationalpark schützt eine Savannenregion, in der zahlreiche bedrohte Großtierarten leben.

## Geographie und Klima
Der 1319 km² große Park liegt auf der Serra dos Caiapós zwischen 1000 m auf der Hochebene und 400 m Höhe in den Flusstälern. Das Klima ist tropisch heiß und mäßig feucht, mit heißen und regenreichen Sommern und kalten, nassen Wintern. Die Grenzen des Parks, die meist von Straßen und Flüssen gebildet werden, bilden Probleme für die Tierwelt des Gebietes. Zudem bedrohen zahlreiche Buschbrände die Galeriewälder und teilweise auch bedrohte Tierarten wie den Großen Ameisenbären. Die relativ langsamen Tiere kommen bisweilen in den Feuern ums Leben.

## Flora und Fauna

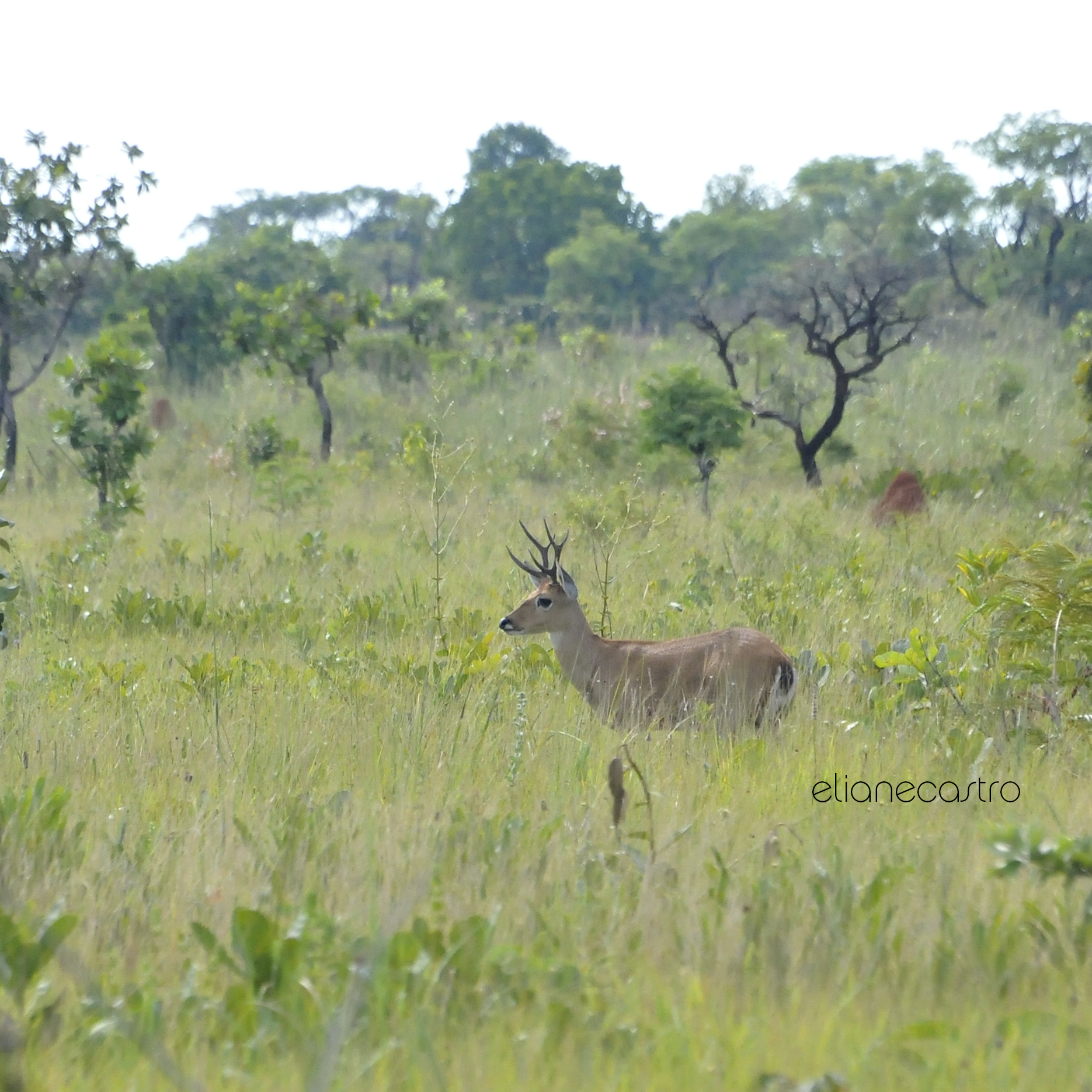
Pampashirsch im Nationalpark

Die Serra dos Caiapós besteht mehrheitlich aus offenem Grasland, nur etwa ein Viertel der Fläche ist bewaldet und nur 5 % machen Feuchtgebiete aus. Trotzdem ist die Flora artenreich mit ca. 600 beschriebenen Arten (1999). Besonders bekannt ist der Park jedoch für seinen Tierreichtum und den Umstand, dass sie nirgendwo sonst in Südamerika so einfach in offenem Gelände zu beobachten sind. Unter den 86 Säugetierarten sind verschiedene gefährdete Großtierarten, wie Mähnenwolf, Jaguar, Großer Ameisenbär, Riesengürteltier und Pampashirsch. Die größte Vogelart des Gebietes ist der Nandu. Unter den insgesamt 354 beobachteten Vogelarten befinden sich 12 gefährdete Arten; insbesondere eine Reihe von spezialisierten Grasland-Vögeln sind hier endemisch.
Die Jaguarpopulation ist relativ klein, da nur etwa 40 % des 1320 Quadratkilometer großen Gebietes wirklich gute Lebensräume für diese Großkatze darstellen. Zudem ist die Population weitgehend isoliert, weil die umliegenden Gebiete stark zersiedelt und von Sojaplantagen geprägt sind. Man schätzt, dass im Bereich des Nationalparks und in den unmittelbar angrenzenden Gebieten insgesamt etwa 10–12 Jaguare leben.
Neben dem Mähnenwolf kommen drei weitere Hundearten im Park vor. Der Brasilianische Kampfuchs ist eine sehr charakteristische Art der Cerrado-Savannenregion, während der Maikong relativ weit verbreitet ist. Als dritte Art kommt schließlich, wenn auch selten, der Waldhund vor. Weitere Raubtierarten sind Puma, Ozelot, Jaguarundi, Pampaskatze, Südamerikanischer Nasenbär, Krabbenwaschbär, Amazonas-Skunk, Tayra, Kleingrison und Südamerikanischer Fischotter. Größere Pflanzenfresser sind im Park neben dem Pampashirsch durch Flachlandtapir, Weißbartpekari, Halsbandpekari, Sumpfhirsch, Roten Spießhirsch und Grauen Spießhirsch repräsentiert. Mit Schwarzem Brüllaffen und Haubenkaupziner beherbergt das Schutzgebiet auch zwei Affenarten. Der Tamandua ist neben dem Großen Ameisenbären eine weitere im Park heimische Art dieser Familie. Neunbinden-Gürteltier, Siebenbinden-Gürteltier, Sechsbinden-Gürteltier und Großes Nacktschwanzgürteltier vertreten zusammen mit dem Riesengürteltier die Familie der Gürteltiere. Darüber hinaus kommen zahlreiche Beutelratten, Fledermäuse und Nager, wie etwa Südamerikanische Riesenratten vor. Die größte Nagetierart des Gebietes ist das Wasserschwein. Andere Arten, die eigentlich sehr typisch für die Cerrado-Savannen sind, wie das Tapeti, die Marmosetten und Thrichomys apereoides fehlen im Nationalpark.